# Kobuleti
Kobuleti este un oraș în Republica Autonomă Adjaria din Georgia, pe țărmul caucazian al Mării Negre. Orașul are 18,6 mii de locuitori și este una din cele mai populare stațiuni maritime de pe litoralul georgian. 